# Wegen dir
«Wegen dir (debido a ti)» es una canción de Die Ärzte. Es la octava canción y primer sencillo del álbum Im Schatten der Ärzte. Habla sobre un hombre con el corazón roto por su novia.

## Canciones
1. «Wegen dir» (Urlaub) - 3:05
2. «Und ich weine» (Urlaub) - 3:02

### Maxisencillo
1. «Wegen dir» (Supermix) (Urlaub) - 6:10
2. «Wegen dir» (Zeltlagermix) (Urlaub) - 3:03
3. «Und ich weine» (Urlaub) - 3:02

## Lado B
"Und ich weine" (Y lloro) y "Wegen dir (Zeltlagermix)" (Tentcampmix) fueron después incluidas en "Das Beste von kurz nach früher bis jetzte".
- Datos: Q387685